# Lijst van Kryptonianen
Een lijst van Kryptonianen die in de meeste continuïteiten van de Supermanverhalen voorkomen.
Op Krypton is de bevolking in de meeste stadstaten verdeeld in rangen. De meeste personages, zoals Kal-El komen uit vooraanstaande huizen. 

## Huis El

Embleem van het Huis El

- Val-El: grootvader van Seg-El en overovergrootvader van Kal-El[1]
- Ter-El: Vader van Seg-El en overgrootvader van Kal-El
- Charys-El: Moeder van Seg-El en overgrootmoeder van Kal-El
- Se(y)g-El: Zoon van Ter-El en Charys-El en grootvader van Kal-El
- Jor-El: Zoon van Seg-El
- Kal-El: Zoon van Jor-El Lara en kleinzoon van Seg-El / Superman
- Zor-El: Zoon van Seg-El
- Alura Zor-El: vrouw van Zor-El en moeder van Kara Zor-El[2]
- Kara Zor-El: Dochter van Zor-El en Alura Zor-El / Supergirl

## Huis Ze
- Alura In-Ze: Naam van Alura Zor-El voordat ze getrouwd was met Zor-El
- Astra In-Ze: Zus van Alura Zor-El en tante van Kara Zor-El

## Huis Zod
- Lor-Zod: Vader van Vidar-Zod en Jayna-Zod
- Vidar-Zod: Zoon van Lor-Zod, vermoedelijk omgekomen in duel met zijn zus Jayna-Zod
- Jayna-Zod: Dochter van Lor-Zod en broer van Vidar-Zod, ze is Primus van de Sagitari
- Lyta-Zod: Dochter van Jayna-Zod, is commander bij de Sagitari
- Dru-Zod: Zoon van Lyta-Zod en Seg-El, Superman's aartsvijand

## Huis Van
- Lor-Van:
- Lara Lor-Van: Echtgenoot van Jor-El en Moeder van Kal-El / Superman
- Zora Lor-Van:

## Huis Vex
- Daron-Vex:
- Nyssa-Vex:

## Uit andere huizen
- Dev-Em
- Kol-Da
- Quex-Ul

## Anderen
- Doomsday: Een kunstmatig wezen dat lang geleden door wetenschappers van de Huizen El en Zod is ontwikkeld.